# Parafia św. Wojciecha w Kołobrzegu
Parafia pw. Świętego Wojciecha w Kołobrzegu – parafia rzymskokatolicka należąca do dekanatu Kołobrzeg, diecezji koszalińsko-kołobrzeskiej, metropolii szczecińsko-kamieńskiej. Została utworzona w 27 sierpnia 1998 roku. Obsługiwana przez księży diecezjalnych. Siedziba parafii mieści się przy ulicy św. Wojciecha 7.

## Miejsca kultu
- Kościół pw. Świętego Wojciecha w Kołobrzegu – kościół parafialny w budowie od 2001[1]
- Kaplica w domu Sióstr Szarytek w Kołobrzegu[1]

## Proboszczowie
- ks. Zbigniew Ryckiewicz (1998–2008)[1]
- ks. Janusz Rajkowski (od 2008)[1]